# Iigschneit
Iigschneit ist ein Musikalbum, produziert und arrangiert von Max Lässer, das 2011 erschien. Es vermischt traditionelle Schweizer Tanzmusik mit modernen Musikeinflüssen. Es enthält mit dem Stück Kei Schlächts Wetter eine Zusammenarbeit mit dem österreichischen Liedermacher Hubert von Goisern, bei der er gesanglich sowie an der Ziehharmonika zu hören ist. Hubert von Goisern wirkt außerdem beim Abschlussstück De Letscht Walzer mit. Für das Stück Oberfeld konnte der französische Komponist und Perkussionist Emmanuel Séjourné als Gastmusiker gewonnen werden.
Das Album wurde 2009/2010 im Starboat Studio in Baden aufgenommen und im SAS Studio in Frauenfeld gemastert. Abgemischt wurde es im Studio Alpendicht in Salzburg.

## Titel
1. Lady Nussbaumer – 3:10
2. Ufstieg – 2:14
3. De Mütsche Geischt – 3:49
4. Iigschneit – 4:04
5. Zigerli – 3:22
6. Überflug – 2:47
7. Kein Schlächts Wetter – 3:35
8. Schitbock – 6:18
9. Pariser Polka – 4:52
10. De Alt Walzer – 4:00
11. Gletscher Anni – 3:58
12. En Steile Stutz – 3:40
13. Luzein – 5:45
14. Oberfeld – 4:03
15. De Letscht Walzer – 4:00

## Andere Mitwirkende
- Arnulf Lindner – Akustischer Bass
- Hubert von Goisern – Stimme, Ziehharmonika
- Daniel Häusler – Bassklarinette
- Emmanuel Séjourné – Marimba
- Rolf Stauffacher – Recording, Editing, Mastering
- Wolfgang Spannberger – Mischung
- Andrea Caprez – Artwork
- Düde Dürst – Grafik